# 이천환
이천환(李天煥, 1922년 4월 5일 ~ 2010년 3월 26일)은 성공회의 첫 번째 한인 주교이다. 신명은 바우로이다.
연세대학교 이사장, 대한성서공회 이사장, 대한기독교서회 이사장, 한국기독교교회협의회 회장, 성공회·천주교 재일치추진위원회 위원장을 역임한 바가 있다.

## 경력
1922년 전라북도 정읍에서 출생하였다. 1952년에 부제 서품을, 3년 뒤인 1953년에 사제서품을 받고,  1965년 처음으로 한국인 성공회 주교가 되었으며, 1965년 신설된 성공회 서울교구의 초대 교구장으로서 사목하였다.
그 이전까지는 존 데일리(1903년 ~ 1993년, 한국명 김요한, 마지막 한국교구장이자 초대 대전교구장으로 활동.) 등의 비(非) 한국인 주교가 교구장을 역임하였다.
이천환 주교는 성공회 전례와 성사의 근거인 성공회 기도서(1965년)의 사용을 인가하였으며, 1974년 명예 CBE 훈장(honorary CBE)을 받았다. 1985년에는 대한민국 정부로부터 국민훈장 동백장을 수여받았다.
이천환 주교는 재임 시 한국의 에큐메니컬 운동에 남다른 관심을 갖고, 1965년 한국 로마 가톨릭 교회와의 기도모임, 개신교 교파들과의 부활절 연합예배 참여, 루터교와의 축구 모임 등 기독교 세계의 분열로 인한 문제를 해결하는 데 적극적인 노력을 기울여왔다. 실제로 성공회가 한국교회 중 가장 적극적으로 에큐메니컬 운동에 참여하게 된 것은 이천환 주교의 관심과 노력 때문인 것으로 전해지고 있다.
2010년 3월 26일 노환으로 세브란스 병원에서 별세하였다.

## 같이 보기
- 대한성공회
- 에큐메니컬 운동